# Distretto Centrale e Occidentale
Il distretto Centrale e Occidentale (o Central and Western District, in cinese semplificato 中西区, in cinese tradizionale 中西區, in mandarino pinyin Zhōngxī Qū) è uno dei 18 distretti di Hong Kong, in Cina. È situato nella parte occidentale dell'Isola di Hong Kong.